# Gazzadina
Gazzadina è una frazione del comune di Trento sita a nord del monte Calisio.
Insieme a Cortesano, Gardolo di Mezzo, Meano, San Lazzaro e Vigo Meano forma la circoscrizione amministrativa numero 2 di Meano di Trento.

## Geografia fisica
È situata ad un'altezza di 444 metri circa sul livello del mare. Il nome sembra derivare dal latino medioevale gahagium ("bosco in bando") che deriva sua volta dal longobardo gahagi - recintare, bandire. Posta sul versante nord del monte Calisio era al centro del territorio dove nel 1200 si estraeva l'argento. L'attività di estrazione, a quei tempi, riguardava propriamente la galena argentifera. In tempi più recenti (dalla fine del 1800 fino al 1960 circa) si recuperò anche la barite, materiale che prima veniva scartato.

## Storia
Verso il 1500 - 1600, a sud del Colle di San Martino, dove nell'antichità sorgeva un castelliere, fu costruita la Ca' Comuna. Qui si radunava la Regola Generale, formata da tutti i capifamiglia della zona, che erano riconosciuti come "Vicini", per discutere e prendere decisioni riguardanti il "vivere sociale" della comunità. Le decisioni venivano chiamate Regole. A partire dal 1600 circa esse furono scritte nel Libro della Regola. A gennaio i capifamiglia si ritrovavano per eleggere la Sindacaria e cioè gli uomini di Regola che avevano il compito di amministrare il territorio. Le Regole rimasero in vigore fino al 1800 circa, quando vennero cancellate dai Bavaresi che avevano occupato il territorio, e sostituite con i Comuni.
Nel 1881 Paolo Oss Mazzurana, che aveva acquistato dai parenti della madre Elisabetta Franceschini il Maso Grande, in località Pra Maor, fece erigere nella vicina località di Camparta una villa padronale in stile rinascimentale. Oggi la villa non esiste più perché è stata distrutta da un incendio nel 1966.
Il patrono del paese è la Madonna di Caravaggio che si festeggia ogni anno l'ultimo fine settimana di maggio.

## Monumenti e luoghi d'interesse
- Chiesa della Madonna di Caravaggio
- Chiesa di San Martino (in rovina)[2]